# Chuck Smith
Chuck Smith Charles Ward Smith (Ventura, Kalifornia, 1927 – Newport Bridge, Kalifornia, 2013. október 3.) a Calvary Chapel mozgalom (és keresztény felekezet) alapítója, elismert, legfőbb vezetője volt az Amerikai Egyesült Államokban.

## Lelkészi pálya
Smith a Kaliforniai Venturában született 1927-ben. A diploma megszerzése után egy továbbképzésen vett részt a LIFE bibliaiskolában. Majd pappá szentelték a Pünkösdi Négyszegletkő Apostoli Hit Nemzetközi egyház (International Church of the Foursquare Gospel) lelkipásztoraként. Chuck Smidt 1965 decemberében a gyülekezete elégtelen gyarapodása nyomán csalódás következtében befejezte itteni szolgálatát a Californiai Santa Ana-ban. Egy 25 hívőből álló csoporttal folytatta lelkészi munkáját. Ezidőben Lonnie Frisbee keresztény exhippiről interjúk és képek jelentek meg a Life, Newsweek és Rolling Stone magazinokban. Népszerűvé válásával a Calvary Chapel név is ismertté lett, istentiszteletei ez idő tájt heti 25.000 embert vonzottak. Frisbee Amerika-szerte kíváncsivá tette az embereket. Smith kezdetben főként a The Word Today rádióműsoron keresztül terjesztette tanításait. Lonnie és több más hívő közreműködésével 2000 fősre duzzadt a gyülekezet.

## Calvary Chapel
Smith a Calvary Chapel mozgalom alapítója. Costa Mesából irányította nemzetközi mozgalmát, ami 25 különböző országban van jelen.
Sok exhippinek van most lelkészi állása a Calvary Chapelnél azok közül, akik a mozgalom indulásakor, annak fénykorában Smith segítségére voltak. Mint például Greg Laurie, Jon Courson, Mike MacIntosh, Raul Ries, és Skip Heitzig.
Smith vezetése alatt a CC számos szervezetet hozott létre:
- Maranatha! Zene Maranatha! Music – egy keresztény zenei kiadó vállalat
- CSN, International – egy keresztény radióállomás
- Remény a gyermekekért Hope for the Children International – segélyszervezet a szegény gyerekekért
- Ige a mának The Word For Today – egy multi-média kiadó/rádióműsor-szóró vállalat
- Maranatha keresztény főiskola – Maranatha Christian Academy
- Calvary High School
- Calvary Chapel Bibliaiskola – Calvary Chapel Bible College
- Calvary Chapel a Szolgálat iskolája – Calvary Chapel School of Ministry

Smith közössége elismert vezetője volt. Felesége, Kay a Costa Mesa-i női szolgálat vezetője, Jeff fia a Szó a máért és a CSN International kiadónál dolgozik. Smith másik három gyereke szintén egyházi szolgálatban dolgozik.

## "Jövőbeli túlélés" könyv és prófécia
Chuck Smith egy téves próféciát is közzétett, amely zömmel csak a valláskutatók körében ismert. Smith Future Survival című könyvében ezt írta: "meg vagyok győződve arról, hogy Jézus még 1981 előtt visszatér." Ígértével ellentétben Jézus eljövetele (és ezzel egyben a világvége) nem következett be.

## Kritika
Éles kritika érte egy rádióműsorban elhangzott beszélgetés miatt, mely során megbocsáthatónak nevezte egy sziámi ikerpárral várandós asszonynak az abortuszt. Katolikus szervezetek a Biblia félremagyarázásával vádolták meg.

## Magyarul megjelent művei
- Karizma vagy karizmánia; ford. Gerzsenyi László; Golgota Keresztény Gyülekezet, Baja, 1994
- A Calvary Chapel története; ford. Kolesznikov György; Shalom Misszióközpont, Zenta, 1995
- Chuck Smith–Tal Brooke: Aratás; ford. Rencsényi Tibor; Shalom Missziós Központ, Zenta, 1995
- Keresztyén családi viszonyok; ford. Németh Andrea; Hrišćanska Crkva Golgota, Subotica, 1996
- Miért változtat meg mindent a kegyelem?; ford. Pfeiffer Izabella, Kovács Viktor; Golgota Keresztény Gyülekezet, Baja, 2001
- Élő víz. A Szentlélek ereje életünkben. Bibliatanulmányozó melléklettel; ford. Vass Tímea; Golgota Keresztény Gyülekezet, Budapest, 2005

## Lásd még
- Calvary Chapel
- Jézus-mozgalom
- Protestantizmus
- Próféta